# كلاتة حسنقلي (غلامان)
کلاتة حسنقلي (بالفارسية: کلاته حسنقلی) هي قرية تقع في إيران في قسم غلامان الريفي. يقدر عدد سكانها بـ 397 نسمة بحسب إحصاء 2016.